# Chef de l'opposition officielle (Ontario)
Pour les articles homonymes, voir Chef de l'opposition officielle.
Le chef de l'opposition officielle en Ontario est habituellement le chef du parti d'opposition qui détient le plus grand nombre de sièges à l'Assemblée législative de l'Ontario. 
Marit Stiles, députée de Davenport et cheffe du Nouveau Parti démocratique de l'Ontario, est l'actuelle cheffe de l'Opposition officielle.
Le premier chef de l'opposition en Ontario était Edward Blake du Parti libéral de l'Ontario, de 1869 à 1871 (lorsqu'il devient Premier ministre de l'Ontario).  Bien que Archibald McKellar avait été chef du Parti libéral  à l'Assemblée législative entre 1867 et 1869, il ne fut pas reconnu comme chef de l'opposition officielle.
|     | Nom                              | Début             | Fin               | Parti                                                          |
| --- | -------------------------------- | ----------------- | ----------------- | -------------------------------------------------------------- |
| 1.  | Edward Blake                     | décembre 1869     | décembre 1871     | Libéral                                                        |
| 2.  | Matthew Crooks Cameron           | décembre 1871     | 1878              | Conservateur                                                   |
| 3.  | William Ralph Meredith           | octobre 1878      | octobre 1894      | Conservateur                                                   |
| 4.  | George Marter                    | octobre 1894      | avril 1896        | Conservateur                                                   |
| 5.  | James Whitney                    | avril 1896        | janvier 1905      | Conservateur                                                   |
| 6.  | George William Ross              | février 1905      | janvier 1907      | Libéral                                                        |
| 7.  | George P. Graham                 | janvier 1907      | août 1907         | Libéral                                                        |
| 8.  | Alexander Grant MacKay           | août 1907         | 1911              | Libéral                                                        |
| 9.  | Newton Wesley Rowell             | décembre 1911     | 1917              | Libéral                                                        |
| 10. | William Proudfoot                | février 1918      | octobre 1919      | Libéral                                                        |
| 11. | Hartley Dewart                   | 1919              | octobre 1921      | Libéral                                                        |
| 12. | Wellington Hay                   | mars 1922         | juin 1923         | Libéral                                                        |
| 13. | William Sinclair,                | août 1923         | juin 1934         | Libéral                                                        |
| 14. | George Stewart Henry             | juillet 1935      | décembre 1938     | Conservateur                                                   |
| 15. | George Drew                      | 1939              | 1943              | Conservateur (1939-1942) Progressiste-Conservateur (1942-1943) |
| 16. | Ted Jolliffe                     | août 1943         | juin 1945         | PSDC                                                           |
| 17. | Farquhar Oliver                  | Juillet 1945      | juin 1948         | Libéral                                                        |
| -   | Ted Jolliffe (deuxième fois)     | juillet 1948      | novembre 1951     | PSDC                                                           |
| -   | Farquhar Oliver (deuxième fois)  | 1951              | avril 1958        | Libéral                                                        |
| 18. | John Wintermeyer                 | avril 1958        | août 1963         | Libéral                                                        |
| -   | Farquhar Oliver (troisième fois) | octobre 1963      | septembre 1964    | Libéral                                                        |
| 19. | Andy Thompson                    | septembre 1964    | novembre 1966     | Libéral                                                        |
| 20. | Robert Nixon                     | février 1967      | octobre 1975      | Libéral                                                        |
| 21. | Stephen Lewis                    | octobre 1975      | juin 1977         | NPD                                                            |
| 22. | Stuart Smith (en)                | juin 1977         | septembre 1981    | Libéral                                                        |
| -   | Robert Nixon (deuxième fois)     | 25 janvier, 1982  | 21 février, 1982  | Libéral                                                        |
| 23. | David Peterson                   | février 1982      | juin 1985         | Libéral                                                        |
| 24. | Frank Stuart Miller              | 1985              | 1985              | Progressiste-Conservateur                                      |
| 25. | Larry Grossman                   | 1985              | 1987              | Progressiste-Conservateur                                      |
| 26. | Bob Rae                          | 1987              | 1990              | NPD                                                            |
| -   | Robert Nixon (troisième fois)    | 1990              | 1991              | Libéral                                                        |
| 27. | Murray Elston                    | 1991              | 1991              | Libéral                                                        |
| 28. | Jim Bradley                      | 1991              | 1992              | Libéral                                                        |
| 29. | Lyn McLeod                       | 1992              | 1996              | Libéral                                                        |
| 30. | Dalton McGuinty                  | 1996              | 2003              | Libéral                                                        |
| 31. | Ernie Eves                       | 2003              | 2004              | Progressiste-conservateur                                      |
| 32. | Bob Runciman                     | 2004              | 2005              | Progressiste-conservateur                                      |
| 33. | John Tory                        | 2005              | 2007              | Progressiste-conservateur                                      |
| -   | Bob Runciman (deuxième fois)     | 2007              | 2009              | Progressiste-conservateur                                      |
| 34. | Tim Hudak                        | 1er juillet 2009  | 2 juillet 2014    | Progressiste-conservateur                                      |
| 35. | Jim Wilson                       | 2 juillet 2014    | 14 septembre 2015 | Progressiste-conservateur                                      |
| 36. | Patrick W. Brown                 | 14 septembre 2015 | 25 janvier 2018   | Progressiste-conservateur                                      |
| 37. | Vic Fedeli                       | 26 janvier 2018   | 7 juin 2018       | Progressiste-conservateur                                      |
| 38. | Andrea Horwath                   | 29 juin 2018      | 28 juin 2022      | NPD                                                            |
| 39. | Peter Tabuns                     | 28 juin 2022      | 4 février 2023    | NPD                                                            |
| 40. | Marit Stiles                     | 4 février 2023    | en cours          | NPD                                                            |